# المعاهدة الأساسية، 1972

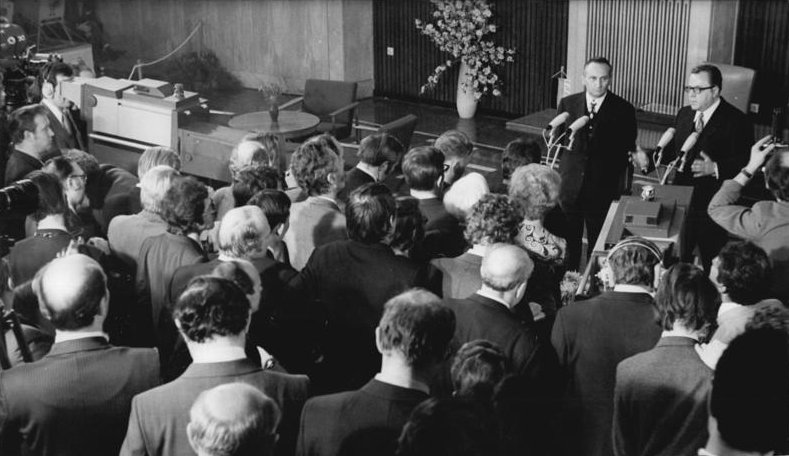

المعاهدة الأساسية (بالألمانية: Grundlagenvertrag)‏ هو الاسم المختصر للمعاهدة بشأن أساس العلاقات بين جمهورية ألمانيا الاتحادية وجمهورية ألمانيا الديمقراطية (بالألمانية: Vertrag über die Grundlagen der Beziehungen zwischen der Bundesrepublik Deutschland und der Deutschen Demokratischen Republik)‏، هي معاهدة اعترفت فيها الدولتان، ألمانيا الشرقية والغربية، ببعضهما البعض كدولتين ذاتا سيادة. وهو ما عنى تخلي ألمانيا الغربية عن مبدأ هالشتاين لصالح علاقات تقارب.
بعد بدء نفاذ اتفاقية القوى الأربع من عام 1971، بدأت الدولتان الألمانيتين مفاوضات بشأن معاهدة أساسية. أما بالنسبة لاتفاق العبور لعام 1972، فقد ترأس المناقشات وزيرا الخارجية إيغون بحر (عن جمهورية ألمانيا الاتحادية) ومايكل كول (عن جمهورية ألمانيا الديمقراطية). كجزء من السياسة الشرقية الجديدة للمستشار ويلي براندت، تم توقيع المعاهدة في 21 ديسمبر 1972 في برلين الشرقية. صدقت عليها ألمانيا الغربية في العام التالي، على الرغم من معارضة اليمين المتشدد. [من؟]  دخل حيز التنفيذ في يونيو 1973. [بحاجة لمصدر]
مهد توقيع المعاهدة الطريق أمام الاعتراف بالدولتين الألمانيتين من قبل المجتمع الدولي. تم فتح العلاقات الدبلوماسية بين الجمهورية الديمقراطية الألمانية و:
- أستراليا (ديسمبر 1972)،
- المملكة المتحدة وفرنسا وهولندا (فبراير 1973)،
- الولايات المتحدة (ديسمبر 1974).

كما تم قبول كلتا الدولتين الألمانيتين في الأمم المتحدة في 18 سبتمبر 1973.
بموجب شروط معاهدة عام 1973، أنشأت الدولتان سفارات فعلية تُعرف باسم «البعثات الدائمة»،  برئاسة «ممثلين دائمين»، الذين خدموا كسفراء بحكم الأمر الواقع. أرسلت ألمانيا الغربية أول ممثل دائم لها في فبراير 1974، ولكن لم يتم تأسيس علاقات دبلوماسية رسمية حتى إعادة توحيد ألمانيا (في أكتوبر 1990).